# Arturo Martini

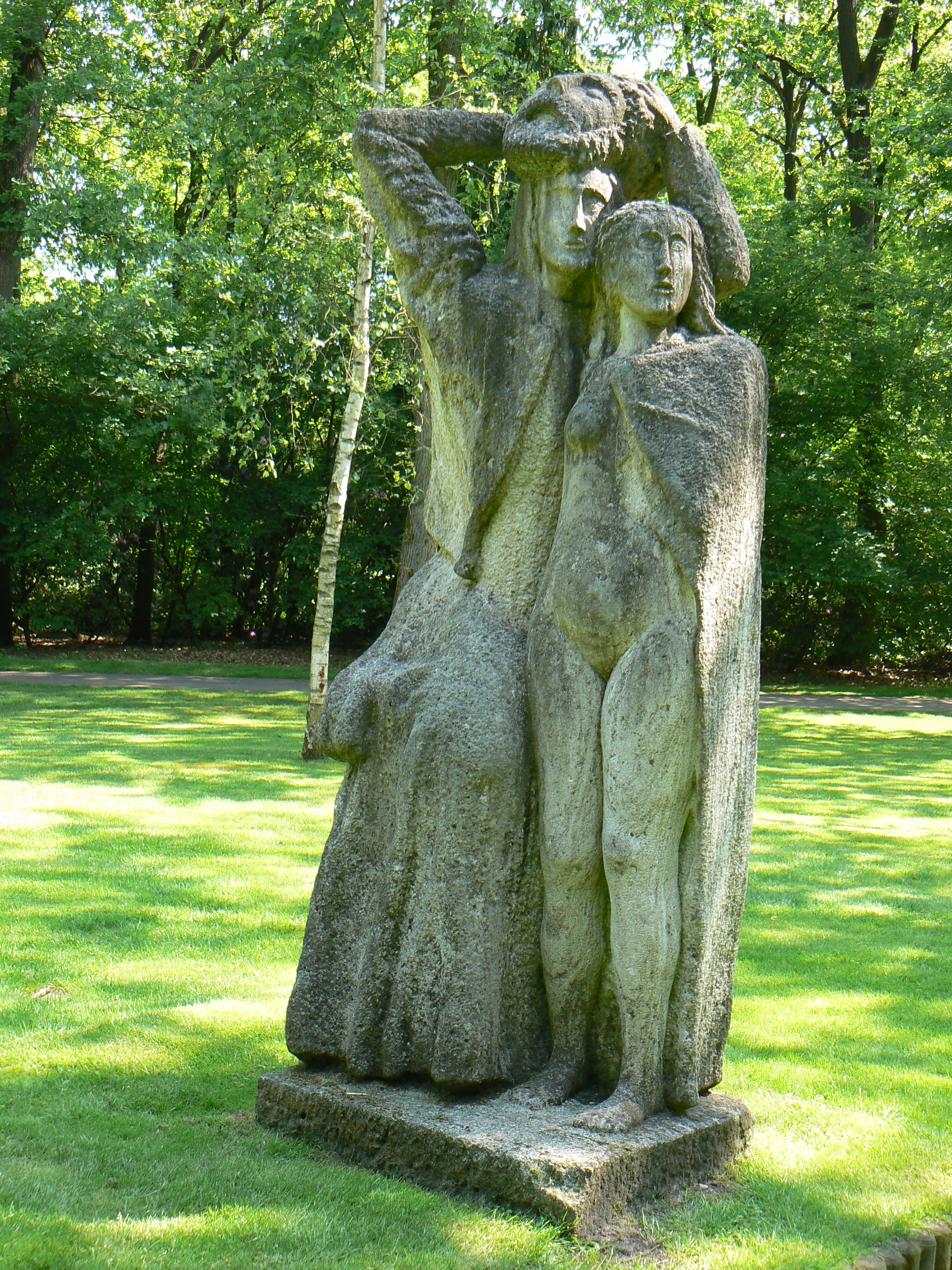
Giulieta i Olofernes obra de Arturo Martini

Arturo Martini (1889-1947) va ser un dels principals escultors italians entre la Primera Guerra Mundial i la Segona. Es va moure entre un vigorós classicisme (quasi romà antic) i més tard el modernisme. El 1939 abandona l'escultura i escriu un llibre titulat L'escultura està morta, potser en resposta al règim feixista sota el qual els escultors italians havien de servir. Després de la guerra, va tornar a fer un monument més, abans de la seva mort.

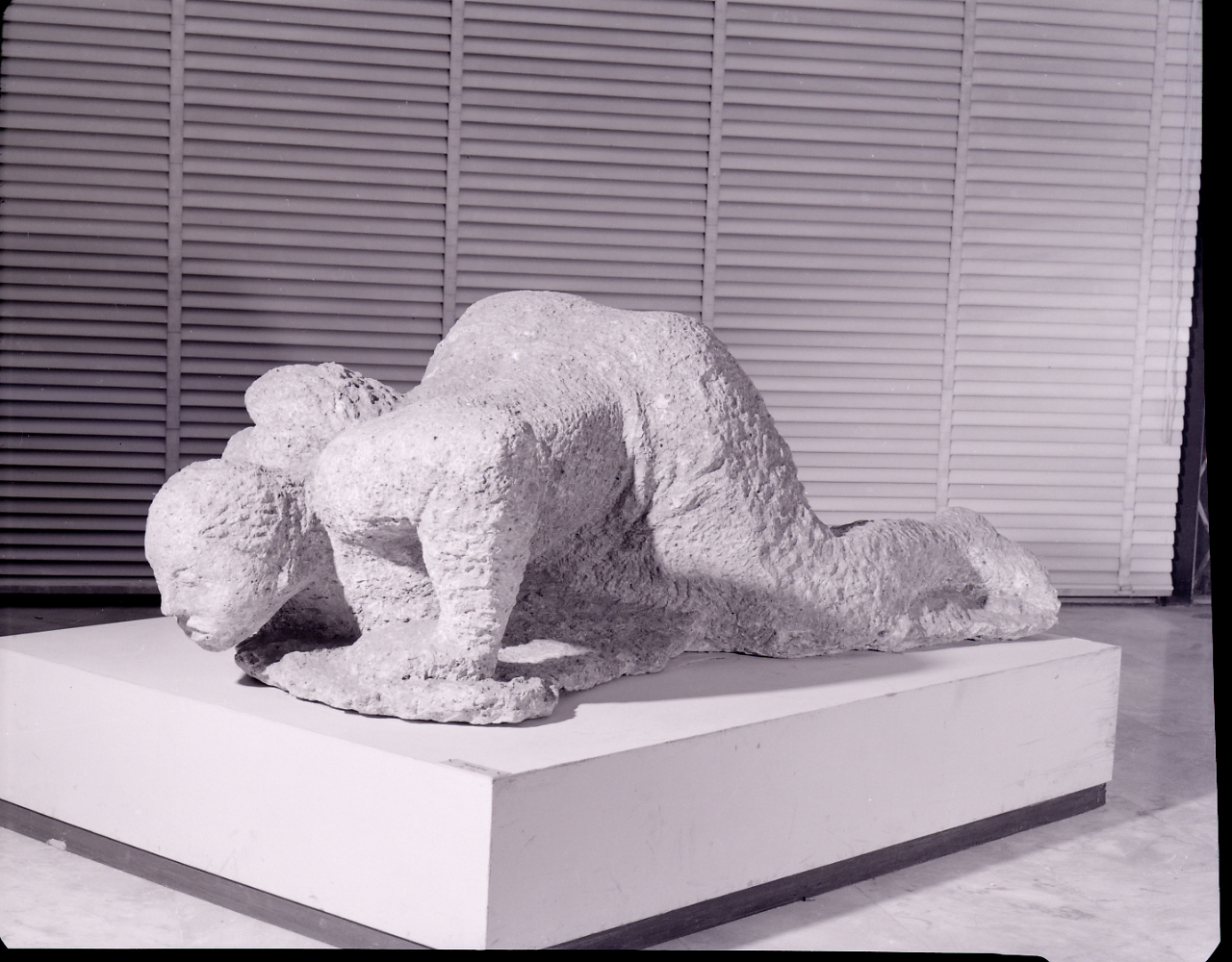
La sete, 1934. Foto de Paolo Monti (Fondo Paolo Monti, BEIC)

Foto de Paolo Monti, Milano, 1963
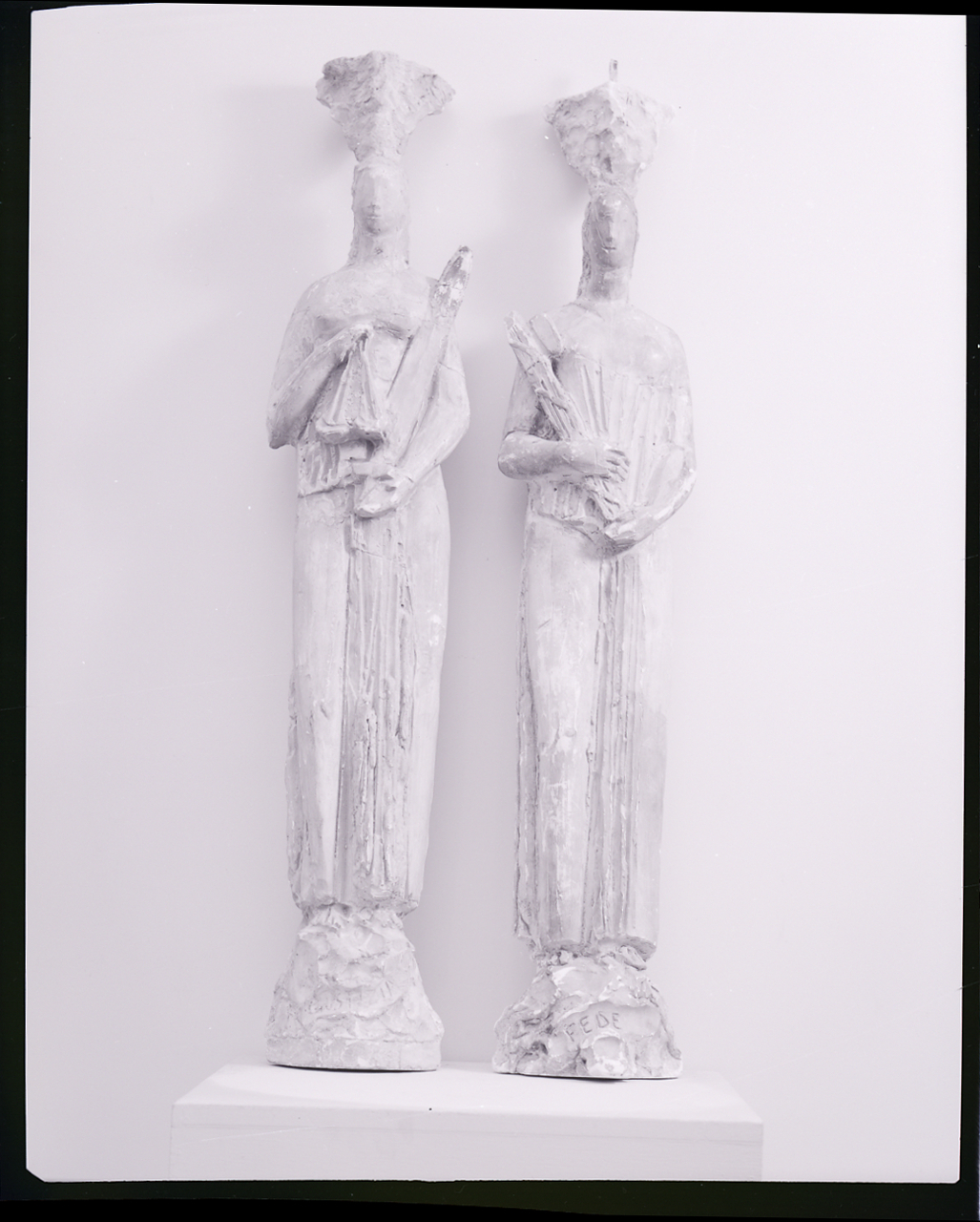
Terracotta. Galeria Il Milione
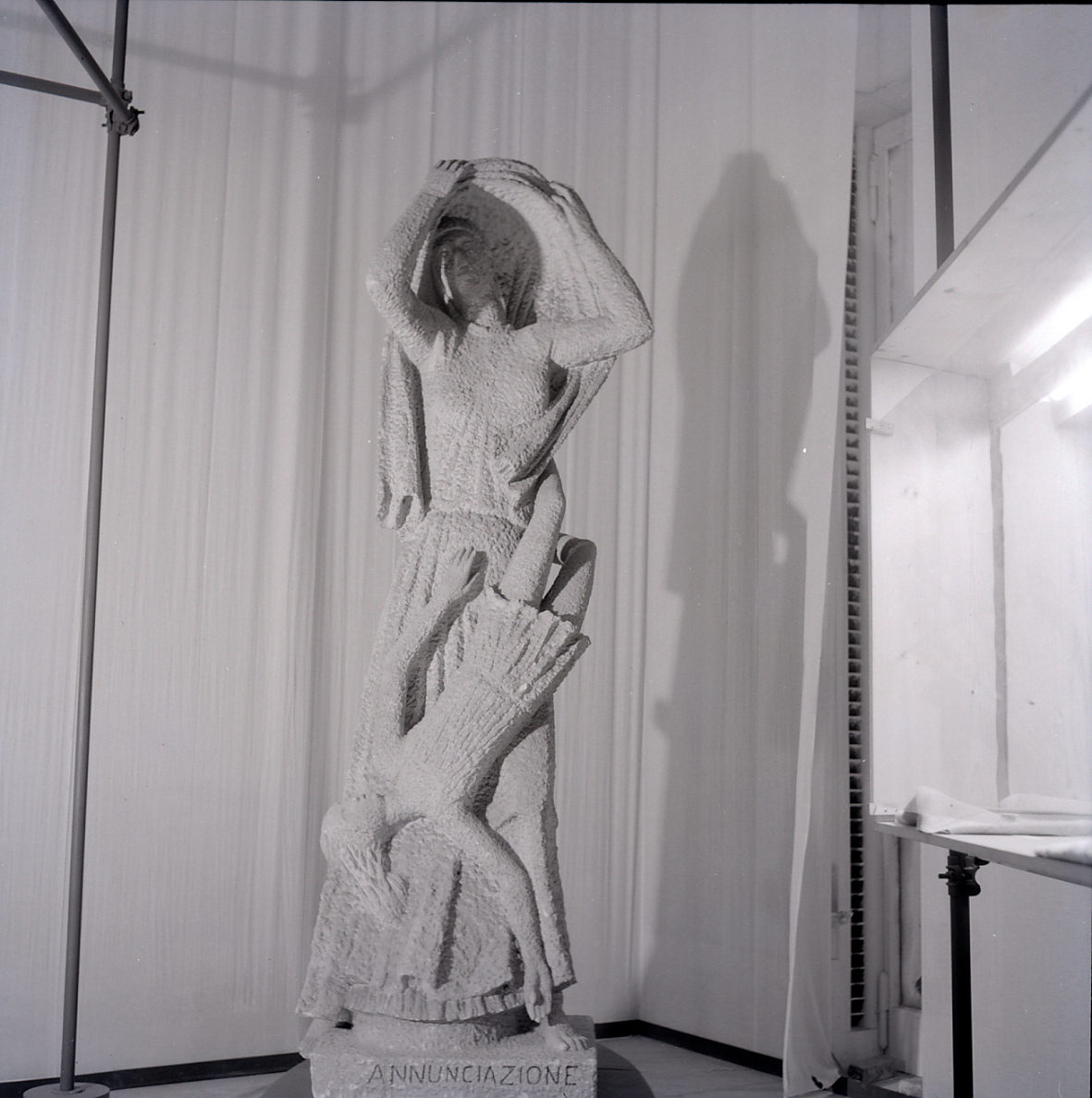
Anunciació
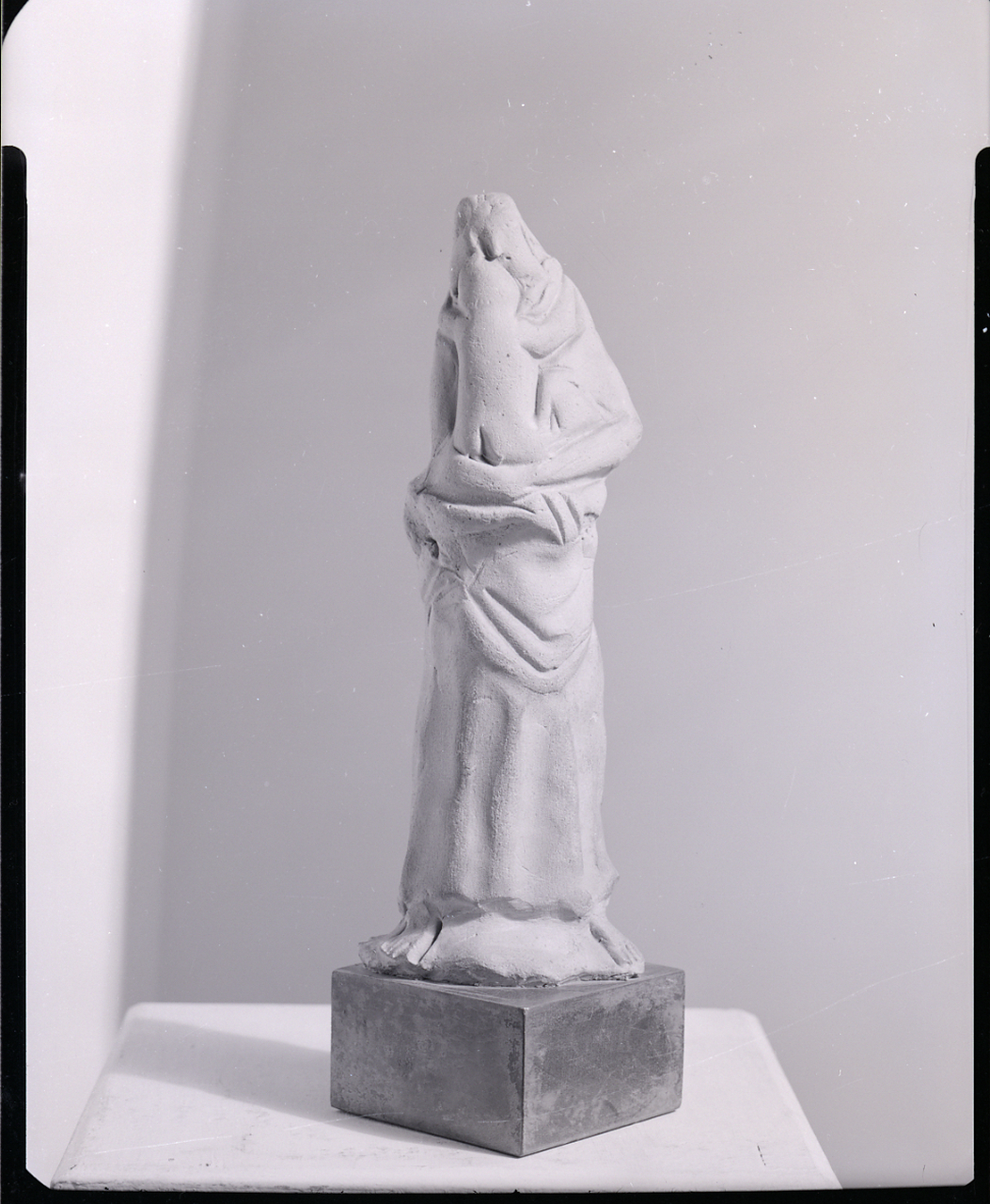